# Pahemnetjer (fils de Meh)
Pour les articles homonymes, voir Pahemnetjer.
Pahemnetjer est grand prêtre de Ptah de Memphis sous Séthi II (XIXe dynastie).

## Généalogie
Sur les monuments qu'il a fait sculpter Pahemnetjer fait suivre son nom de celui de son père, un personnage nommé Meh dont on ne connaît ni les origines ni les fonctions qu'il occupait.
Le fait que Pahemnetjer se distingue en citant le nom de son père est plus qu'une simple piété filiale. Un autre grand prêtre de Ptah homonyme avait en effet occupé le pontificat memphite avant lui sous le règne de Ramsès II. 
Ainsi, en précisant sa filiation, Pahemnetjer se différencie de son prédécesseur et s'assure que les monuments qui lui seront consacrés recevront bien les offrandes qui lui seront adressées.
Pahemnetjer épouse une dame nommée Nena. Les noms de leurs enfants n'ont pas été à ce jour identifiés.

## Carrière

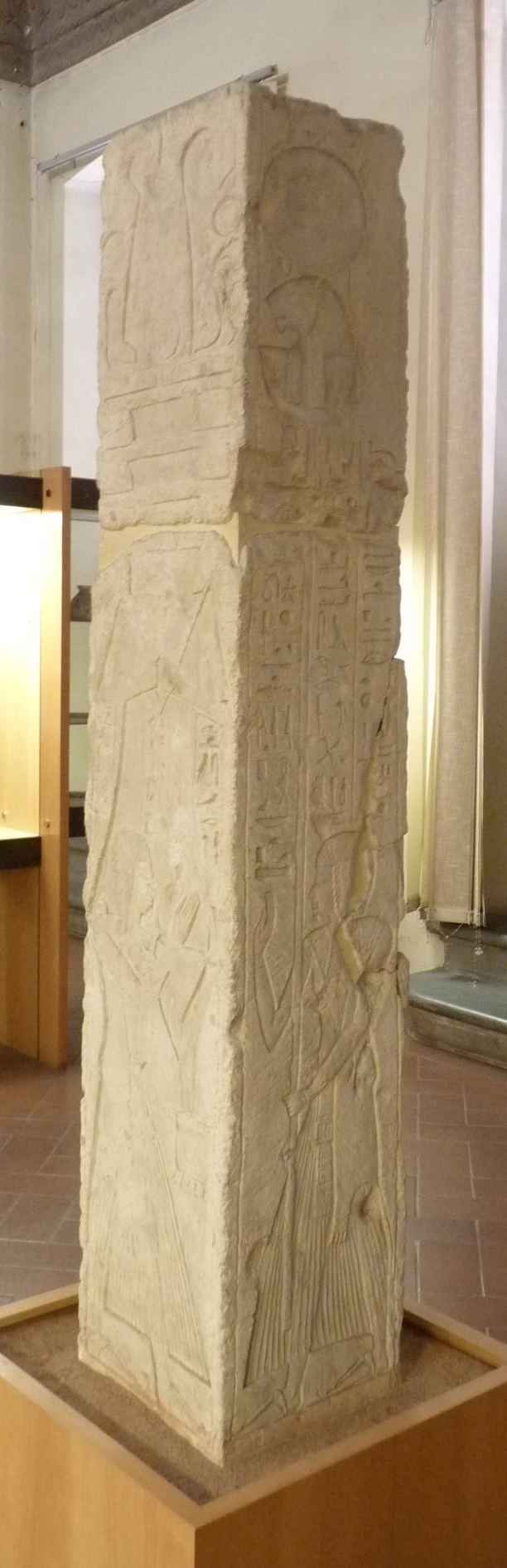
Pilier du tombeau de Pahemnetjer - Musée archéologique de Florence

Pahementjer succède à Hori au pontificat memphite sous le règne de Séthi II. 
Outre les titres strictement liés à sa fonction éminente de grand prêtre de Ptah, tels que Père divin, Sem et grand des chefs des artisans, Pahemnetjer porte des titres honorifiques comme le noble, l'aimé de son Maître, ou l'aimé du Seigneur de Vérité. 
Pahemnetjer exerce également de hautes responsabilités dans le gouvernement de Pharaon. Il est le gouverneur d'une ville qu'il ne cite pas mais qui est certainement Memphis et surtout il est le trésorier du roi, titre qui le place à la tête des finances royales. 
Il se déclare l'homme de confiance du roi dans le temple de Ptah, le chef de toute la garde-robe et est celui qui est dans la Double-Maison, qualificatifs qui démontrent les liens étroits qui le reliaient au souverain.
Un groupe statuaire représente Pahemnetjer assis au côté du vizir Hori, lui-même le fils de Hori Ier. Cette statue double est conservée au Musée du Louvre sous le numéro d'inventaire A 72. 
Hori est revêtu de la tenue shenep habit caractéristique de sa charge de vizir et est coiffé d'une lourde perruque, tandis que Pahemnetjer est coiffé d'une perruque ronde ornée de la tresse des prêtres sem et vêtu d'un riche pagne à devanteau sur lequel a été gravée une inscription donnant son nom et son titre de grand prêtre. Sur cette statue Pahemnetjer est qualifié de père divin aimé du dieu, maître de ses allées et venues dans la Grande Place. Enfin, comme son nom est suivi de la qualité de juste de voix alors que le vizir Hori ne l'est pas, il est probable que ce groupe ait été dédicacé par le ministre en l'honneur du grand prêtre avec lequel il partageait le gouvernement des Deux Terres.
Les monuments de Pahemnetjer sont nombreux et il semble avoir été particulièrement respectueux de ses prédécesseurs, dédicaçant des stèles ou des statues en leur honneur ou en l'honneur de leur famille.
Il apparaît notamment sur un relief qu'il dédicace au père d'Hori le vizir, le grand prêtre de Ptah Hori. Ce dernier est représenté en adoration devant Anubis maître de Rosétaou et est qualifié de juste de voix, indiquant que le monument que ce relief décorait était posthume. Pahemnetjer est représenté derrière le grand prêtre avec son nom et ses titres principaux tandis qu'il adresse une prière en faveur d'Hori. Ce fait pourrait indiquer que Pahemnetjer a directement succédé au grand prêtre Hori Ier.
Un bassin à libation faisant probablement partie du mobilier d'un temple de Ptah, porte également la dédicace de Pahemnetjer. Dans le fond du bassin, un relief montre le grand prêtre en adoration devant le dieu Ptah. Sur les bords, sont également gravées en relief les représentations d'autres dignitaires avec leurs noms et titres et tous décédés au moment de la fabrication du bassin en étant qualifiés soit de juste de voix soit d'Osiris N. On y trouve notamment une représentation du grand prêtre de Ptah Sennéfer qui vivait sous le règne d'Amenhotep II, du général et scribe royal Ptahmay et également une inscription au nom d'un Pahemnetjer grand prêtre de Ptah qualifié également de juste de voix et qui pourrait bien être son homonyme et homologue qui occupa cette charge sous le règne de Ramsès II.
Un lot d'ouchebtis au nom d'un grand chef des artisans et sem Pahemnetjer a été mis au jour à Gizeh non loin du temple d'Isis Dame des Pyramides. L'apparition de ces statuettes funéraires sur ce site pourrait indiquer que la tombe d'un grand prêtre Pahemnetjer y a été aménagée, cependant en l'absence de vestiges de cette tombe retrouvés sur place il pourrait tout aussi bien s'agir d'un dépôt votif au nom du grand prêtre. Enfin en l'absence de précisions généalogiques sur ces statuettes il est impossible actuellement d'affirmer que ces ouchebtis appartiennent à Pahemnetjer fils de Meh.

## Sépulture
Bien que l'emplacement du tombeau du grand prêtre n'ait pas été retrouvée, il est probablement à rechercher à Saqqarah où la plupart des grands pontifes de Memphis se sont fait inhumer. 
De fait, James Edward Quibell a mis au jour de nombreux blocs d'autres monuments antiques réutilisés dans les différentes cellules et pièces du monastère d'Apa Jeremias lors des fouilles qu'il effectua de ce monument copte situé au sud de la chaussée menant à la pyramide d'Ounas à Saqqarah. Parmi ces blocs il a mis au jour un fragment du tombeau de Pahemnetjer.
Ce bloc ainsi que la proximité du monastère avec la nécropole du Nouvel Empire de Saqqarah militent donc en faveur de cette localisation.
Un pilier provenant assurément de cette tombe mais dont la provenance n'est pas indiquée est conservé au musée archéologique de Florence. Ses quatre faces portent une représentation du grand prêtre avec sa filiation et ses titres. 
Le sarcophage de Pahemnetjer se trouve quant à lui au Musée égyptien de Berlin.